# Ati (Chade)
Ati é uma cidade de Chade, a capital da região de Batha (Decretos nº 415/PR/MAT/02 e 419/PR/MAT/02), localizada a 447 quilômetros de distância a leste da capital N'Djamena. A cidade tem uma população de 17.727 (em 1993).